# Atletica leggera ai Giochi della XXVI Olimpiade - Staffetta 4×400 metri femminile

Video della Finale

La staffetta 4×400 metri ha fatto parte del programma femminile di atletica leggera ai Giochi della XXVI Olimpiade. La competizione si è svolta nei giorni 2-3 agosto 1996 allo Stadio Olimpico del Centenario di Atlanta.

## Presenze ed assenze delle campionesse in carica
| Competizione         | Atleta            | Prestazione | Atlanta 1996 |
| -------------------- | ----------------- | ----------- | ------------ |
| Olimpiadi 1992       | Squadra Unificata | 3'20”20     | [ E 1 ]      |
| Commonwealth 1994    | Inghilterra       | 3'27”06     | [ E 2 ]      |
| Goodwill Games 1994  | Stati Uniti       | 3'22”27     | Presenti     |
| Europei 1994         | Francia           | 3'22”34     | Presente     |
| Coppa del mondo 1994 | Gran Bretagna     | 3'27”36     | Presente     |
| Asiatici 1994        | Cina              | 3'29”11     | Non qual.    |
| Panamericani 1995    | Cuba              | 3'27”45     | Presente     |
| Africani 1995        | Nigeria           | 3'27”51     | Presente     |
| Mondiali 1995        | Stati Uniti       | 3'22”39     | Presente     |

1. ↑  La Russia, erede dell'URSS, è presente.
2. ↑  Ai Giochi l'Inghilterra non gareggia come nazione a sé stante, ma sotto la bandiera della Gran Bretagna.

## Finale
| Pos | Paese       | Atleta                                                                    | Tempo   |
| --- | ----------- | ------------------------------------------------------------------------- | ------- |
|     | Stati Uniti | Rochelle Stevens Maicel Malone Kim Graham, Jearl Miles-Clark              | 3'20"91 |
|     | Nigeria     | Olabisi Afolabi Fatima Yusuf Charity Opara Falilat Ogunkoya               | 3'21"04 |
|     | Germania    | Uta Rohländer Linda Kisabaka Anja Rücker Grit Breuer                      | 3'21"14 |
| 4   | Giamaica    | Merlene Frazer Sandie Richards Juliet Campbell Deon Hemmings              | 3'21"69 |
| 5   | Russia      | Tatiana Chebykina Svetlana Goncharenko Ekaterina Kulikova Olga Kotljarova | 3'22"22 |
| 6   | Cuba        | Idalmis Bonne Julia Duporty Surella Morales Ana Fidelia Quirot            | 3'25"85 |
| 7   | Rep. Ceca   | Nadezda Kostovalová Ludmila Formanová Helena Fuchsová Hana Benesová       | 3'26"99 |
| 8   | Francia     | Francine Landre Viviane Dorsile Evelyne Elien Elsa de Vassoigne           | 3'28"46 |